# Erik Møller (sprogforsker)
 For alternative betydninger, se Erik Møller. (Se også artikler, som begynder med Erik Møller)
Erik Møller (født 1958, død 8. september 1996) var en dansk sprogforsker som skrev sin ph.d.-afhandling på Institut for Dansk Dialektforskning i 1993 og siden blev adjunkt samme sted. Indtil sin død af AIDS i 1996 var han bl.a. en del af redaktionen af NyS - Nydanske Sprogstudier.
Han var desuden medlem af Københavns Borgerrepræsentation for Det Radikale Venstre fra 1994 til 1996 og sad i styringskomiteen for Europride 1996, den første store pride-parade i København; en begivenhed som han dog grundet sin sygdom endte med ikke kunne tage aktiv del i.